# Вольная борьба на летних Олимпийских играх 1932 — свыше 87 кг
Соревнования по вольной борьбе в рамках Олимпийских игр 1932 года в тяжёлом весе (свыше 87 килограммов) прошли в Лос-Анджелесе с 1 по 3 августа 1932 года в Grand Olympic Auditorium.
Турнир проводился по системе с начислением штрафных баллов. За чистую победу штрафные баллы не начислялись, за победу по очкам борец получал один штрафной балл, за поражение — три штрафных балла. Борец, набравший пять штрафных баллов, из турнира выбывал. Тот круг, в котором число оставшихся борцов становилось меньше или равно количеству призовых мест, объявлялся финальным, и борцы, вышедшие в финал, проводили встречи между собой. В случае, если они уже встречались в предварительных встречах, такие результаты зачитывались. Схватка по регламенту турнира продолжалась 15 минут.
В тяжёлом весе боролись всего 3 участника и был проведён круговой турнир. Трёхкратный чемпион Европы Юхан Рихтгоф победил в двух встречах и завоевал олимпийское «золото». Американец Джек Райли в одной встрече проиграл, во второй победил, заняв второе место. Николаус Хиршль потерпел поражение в двух встречах и остался третьим. Через несколько дней он завоевал и вторую «бронзу» в греко-римской борьбе, до финальной встречи серьёзно претендуя и на чемпионский титул.

## Призовые места
- Юхан Рихтгоф
- Джек Райли
- Николаус Хиршль

## Первый круг
| Штрафных баллов | Участник 1      | Результат | Участник 2 | Штрафных баллов |
| --------------- | --------------- | --------- | ---------- | --------------- |
| 1               | Юхан Рихтгоф    | По очкам  | Джек Райли | 3               |
| 0               | Николаус Хиршль | Пропускал |            |                 |

## Второй круг
| Штрафных баллов | Участник 1   | Результат | Участник 2      | Штрафных баллов |
| --------------- | ------------ | --------- | --------------- | --------------- |
| 2               | Юхан Рихтгоф | По очкам  | Николаус Хиршль | 3               |
| 3               | Джек Райли   | Пропускал |                 |                 |

## Финал
| Штрафных баллов | Участник 1 | Результат   | Участник 2      | Штрафных баллов |
| --------------- | ---------- | ----------- | --------------- | --------------- |
| 3               | Джек Райли | Туше (8:32) | Николаус Хиршль | 6               |